# Yannic Seidenberg
Yannic Seidenberg (Villingen-Schwenningen, 11 gennaio 1984) è un hockeista su ghiaccio tedesco.

## Palmarès

### Olimpiadi invernali
- 1 medaglia:
  - 1 argento (Pyeongchang 2018)